# Aydın Polatçı
Aydın Polatçı (Estambul, Turquía, 15 de mayo de 1977) es un deportista turco especialista en lucha libre olímpica donde llegó a ser medallista de bronce olímpico en Atenas 2004.

## Carrera deportiva
En los Juegos Olímpicos de 2004 celebrados en Atenas ganó la medalla de bronce en lucha libre olímpica de pesos de hasta 120 kg, tras el luchador uzbeko Artur Taymazov (oro) y el iraní Alireza Rezaei (plata).